# Copa del Generalísimo de fútbol 1955
La Copa del Generalísimo de Fútbol de 1955 fue la edición número 51 del Campeonato de España. La conquistó el Club Atlético de Bilbao, lo que supuso su decimoctavo título copero. Se disputó desde el 17 de abril de 1955 hasta el 5 de junio del mismo año. Los participantes fueron los doce primeros clasificados de Primera División y los dos campeones de Segunda.

## Octavos de final
Se disputó en eliminatoria a doble partido: los encuentros de ida se jugaron el 17 de abril y los de vuelta el 24 de abril.
| Equipo local                 | Resultado global | Equipo visitante             | Ida | Vuelta | Desempate |
| ---------------------------- | ---------------- | ---------------------------- | --- | ------ | --------- |
| Club Atlético de Bilbao      | 2-1              | Real Murcia C. F.            | 0-1 | 2-0    |           |
| Sevilla C. F.                | 5-3              | Cultural y Deportiva Leonesa | 3-0 | 2-3    |           |
| Valencia C. F.               | 5-5              | U. D. Las Palmas             | 5-2 | 0-3    | 4-1       |
| Hércules C. F.               | 5-4              | R. C. Celta de Vigo          | 3-0 | 2-4    |           |
| R. C. Deportivo de La Coruña | 2-2              | C. D. Alavés                 | 2-0 | 0-2    | 2-0       |
| Club Atlético de Madrid      | 3-3              | Real Valladolid Deportivo    | 3-2 | 0-1    | 1-1 / 1-2 |

Clubes exentos: C. F. Barcelona y Real Madrid C. F..

## Cuartos de final
Los cuartos de final se disputaron a doble partido: los partidos de ida tuvieron lugar el 1 de mayo y los de vuelta el día 8 de mayo. 
| Equipo local            | Resultado global | Equipo visitante             | Ida | Vuelta |
| ----------------------- | ---------------- | ---------------------------- | --- | ------ |
| Real Madrid C. F.       | 5-2              | Real Valladolid Deportivo    | 1-1 | 4-1    |
| C. F. Barcelona         | 8-1              | R. C. Deportivo de La Coruña | 7-0 | 1-1    |
| Club Atlético de Bilbao | 10-4             | Hércules C. F.               | 5-1 | 5-3    |
| Sevilla C. F.           | 6-5              | Valencia C. F.               | 5-1 | 1-4    |

## Semifinales
Se disputaron los partidos de ida el 22 de mayo y los de vuelta el 29 de mayo. 
| Equipo local      | Resultado global | Equipo visitante        | Ida | Vuelta |
| ----------------- | ---------------- | ----------------------- | --- | ------ |
| C. F. Barcelona   | 2-4              | Club Atlético de Bilbao | 0-2 | 2-2    |
| Real Madrid C. F. | 1-8              | Sevilla C. F.           | 1-3 | 0-5    |

## Final
|            | POR        | Carmelo Cedrún       |  |  |
|            | DEF        | José María Orúe      |  |  |
|            | DEF        | Jesús Garay          |  |  |
|            | DEF        | José Luis Artetxe    |  |  |
|            | MED        | Mauri Ugartemendia   |  |  |
|            | MED        | José María Maguregui |  |  |
|            | DEL        | Ignacio Azcárate     |  |  |
|            | DEL        | Jesús Lorenzo        |  |  |
|            | DEL        | Eneko Arieta         |  |  |
|            | DEL        | Ignacio Uribe        |  |  |
|            | DEL        | Piru Gaínza          |  |  |
| Entrenador | Entrenador | Ferdinand Daučík     |  |  |

|            | POR        | José María Busto |  |
|            | DEF        | Guillamón III    |  |
|            | DEF        | Campanal II      |  |
|            | DEF        | Antonio Valero   |  |
|            | MED        | Pepín Muñoz      |  |
|            | MED        | Enrique Romero   |  |
|            | DEL        | Liz II           |  |
|            | DEL        | Juan Arza        |  |
|            | DEL        | Quirro           |  |
|            | DEL        | Manuel Doménech  |  |
|            | DEL        | Loren            |  |
| Entrenador | Entrenador | Helenio Herrera  |  |

|  | 70' | Uribe | 1-0 |

| Árbitro: | Julián Arqué |

|            | POR        | Carmelo Cedrún       |  |  |
|            | DEF        | José María Orúe      |  |  |
|            | DEF        | Jesús Garay          |  |  |
|            | DEF        | José Luis Artetxe    |  |  |
|            | MED        | Mauri Ugartemendia   |  |  |
|            | MED        | José María Maguregui |  |  |
|            | DEL        | Ignacio Azcárate     |  |  |
|            | DEL        | Jesús Lorenzo        |  |  |
|            | DEL        | Eneko Arieta         |  |  |
|            | DEL        | Ignacio Uribe        |  |  |
|            | DEL        | Piru Gaínza          |  |  |
| Entrenador | Entrenador | Ferdinand Daučík     |  |  |

|            | POR        | José María Busto |  |
|            | DEF        | Guillamón III    |  |
|            | DEF        | Campanal II      |  |
|            | DEF        | Antonio Valero   |  |
|            | MED        | Pepín Muñoz      |  |
|            | MED        | Enrique Romero   |  |
|            | DEL        | Liz II           |  |
|            | DEL        | Juan Arza        |  |
|            | DEL        | Quirro           |  |
|            | DEL        | Manuel Doménech  |  |
|            | DEL        | Loren            |  |
| Entrenador | Entrenador | Helenio Herrera  |  |

|  | 70' | Uribe | 1-0 |

| Árbitro: | Julián Arqué |

|                                 |
| Campeón CLUB ATLÉTICO DE BILBAO |
| 18.º título                     |